# Italiens Grand Prix 2019
Italiens Grand Prix 2019, officiellt Formula 1 Gran Premio Heineken d'Italia 2019, var ett Formel 1-lopp som kördes 8 september 2019 på Autodromo Nazionale Monza i Monza i Italien. Loppet var det fjortonde av sammanlagt tjugoen deltävlingar ingående i Formel 1-säsongen 2019 och kördes över 53 varv.
Charles Leclerc vann loppet för Ferrari. Detta var stallets första seger på Monza sedan Fernando Alonso vann Italiens Grand Prix 2010. I och med segern blev Leclerc den elfte Ferrari-föraren någonsin att vinna Italiens Grand Prix. Detta var Leclercs andra seger i karriären och dessutom den andra i rad.

## Resultat

### Kval
| KR. | Nr | Förare             | Konstruktör               | Q1        | Q2       | Q3        | Grid |
| --- | -- | ------------------ | ------------------------- | --------- | -------- | --------- | ---- |
| 1   | 16 | Charles Leclerc    | Ferrari                   | 1.20,126  | 1.19,553 | 1.19,307  | 1    |
| 2   | 44 | Lewis Hamilton     | Mercedes                  | 1.20,272  | 1.19,464 | 1.19,346  | 2    |
| 3   | 77 | Valtteri Bottas    | Mercedes                  | 1.20,156  | 1.20,018 | 1.19,354  | 3    |
| 4   | 5  | Sebastian Vettel   | Ferrari                   | 1.20,378  | 1.19,715 | 1.19,457  | 4    |
| 5   | 3  | Daniel Ricciardo   | Renault                   | 1.20,374  | 1.19,833 | 1.19,839  | 5    |
| 6   | 27 | Nico Hülkenberg    | Renault                   | 1.20,155  | 1.20,275 | 1.20,049  | 6    |
| 7   | 55 | Carlos Sainz, Jr.  | McLaren-Renault           | 1.20,413  | 1.20,202 | 1.20,455  | 7    |
| 8   | 23 | Alexander Albon    | Red Bull Racing-Honda     | 1.20,382  | 1.20,021 | Ingen tid | 8    |
| 9   | 18 | Lance Stroll       | Racing Point-BWT Mercedes | 1.20,643  | 1.20,498 | Ingen tid | 9    |
| 10  | 7  | Kimi Räikkönen     | Alfa Romeo Racing-Ferrari | 1.20,634  | 1.20,515 | Ingen tid | Depå |
| 11  | 99 | Antonio Giovinazzi | Alfa Romeo Racing-Ferrari | 1.20,657  | 1.20,517 | 0         | 10   |
| 12  | 20 | Kevin Magnussen    | Haas-Ferrari              | 1.20,616  | 1.20,615 | 0         | 11   |
| 13  | 26 | Daniil Kvyat       | Scuderia Toro Rosso-Honda | 1.20,723  | 1.20,630 | 0         | 12   |
| 14  | 4  | Lando Norris       | McLaren-Renault           | 1.20,646  | 1.21,068 | 0         | 16   |
| 15  | 10 | Pierre Gasly       | Scuderia Toro Rosso-Honda | 1.20,508  | 1.21,125 | 0         | 17   |
| 16  | 8  | Romain Grosjean    | Haas-Ferrari              | 1.20,784  | 0        | 0         | 13   |
| 17  | 11 | Sergio Pérez       | Racing Point-BWT Mercedes | 1.21,291  | 0        | 0         | 18   |
| 18  | 63 | George Russell     | Williams-Mercedes         | 1.21,800  | 0        | 0         | 14   |
| 19  | 88 | Robert Kubica      | Williams-Mercedes         | 1.22,356  | 0        | 0         | 15   |
| DNQ | 33 | Max Verstappen     | Red Bull Racing-Honda     | Ingen tid | 0        | 0         | 19   |

| Vidare från första kvalrundan ▬▬ Vidare från andra kvalrundan ▬▬ |

 0  Tid markerat med gul bakgrund visar den snabbaste varvtiden för respektive kvalrunda.
107 %-gränsen: 1.25,734
Källor:

### Lopp
| Pos. | Nr | Förare             | Konstruktör               | Varv | Tid         | Grid | P     |
| ---- | -- | ------------------ | ------------------------- | ---- | ----------- | ---- | ----- |
| 1    | 16 | Charles Leclerc    | Ferrari                   | 53   | 1:15.26,665 | 1    | 25    |
| 2    | 77 | Valtteri Bottas    | Mercedes                  | 53   | +0.835      | 3    | 18    |
| 3    | 44 | Lewis Hamilton     | Mercedes                  | 53   | +35.199     | 2    | 15+1a |
| 4    | 3  | Daniel Ricciardo   | Renault                   | 53   | +45.515     | 5    | 12    |
| 5    | 27 | Nico Hülkenberg    | Renault                   | 53   | +58.165     | 6    | 10    |
| 6    | 23 | Alexander Albon    | Red Bull Racing-Honda     | 53   | +59.315     | 8    | 8     |
| 7    | 11 | Sergio Pérez       | Racing Point-BWT Mercedes | 53   | +73.802     | 18   | 6     |
| 8    | 33 | Max Verstappen     | Red Bull Racing-Honda     | 53   | +74.492     | 19   | 4     |
| 9    | 99 | Antonio Giovinazzi | Alfa Romeo Racing-Ferrari | 52   | +1 varv     | 10   | 2     |
| 10   | 4  | Lando Norris       | McLaren-Renault           | 52   | +1 varv     | 16   | 1     |
| 11   | 10 | Pierre Gasly       | Scuderia Toro Rosso-Honda | 52   | +1 varv     | 17   | 0     |
| 12   | 18 | Lance Stroll       | Racing Point-BWT Mercedes | 52   | +1 varv     | 9    | 0     |
| 13   | 5  | Sebastian Vettel   | Ferrari                   | 52   | +1 varv     | 4    | 0     |
| 14   | 63 | George Russell     | Williams-Mercedes         | 52   | +1 varv     | 14   | 0     |
| 15   | 7  | Kimi Räikkönen     | Alfa Romeo Racing-Ferrari | 52   | +1 varv     | Depå | 0     |
| 16   | 8  | Romain Grosjean    | Haas-Ferrari              | 52   | +1 varv     | 13   | 0     |
| 17   | 88 | Robert Kubica      | Williams-Mercedes         | 51   | +2 varv     | 15   | 0     |
| RET  | 20 | Kevin Magnussen    | Haas-Ferrari              | 43   | Hydraulik   | 11   | 0     |
| RET  | 26 | Daniil Kvyat       | Scuderia Toro Rosso-Honda | 29   | Motorenhet  | 12   | 0     |
| RET  | 55 | Carlos Sainz Jr.   | McLaren-Renault           | 27   | Löst hjulb  | 7    | 0     |

| Förare och stall som tog poäng ▬▬ |

Snabbaste varv:  Lewis Hamilton (Mercedes) – 1.21,779 (varv 51)
Källor:
- ^a  – Lewis Hamilton fick en extrapoäng för snabbaste varv.[1]
- ^b  - Carlos Sainz fick bryta efter att höger framhjul inte monterats på ordentligt under ett depåstopp. Dessutom bötfälldes McLaren med €5000 för att släppt ut bilen på banan.[8]

## Poängställning efter loppet
| Position  | 1    | 2    | 3    | 4    | 5    | 6   | 7   | 8   | 9   | 10  | Snabbaste varv |
| Poäng (p) | 250p | 180p | 150p | 120p | 100p | 80p | 60p | 40p | 20p | 10p | 10p            |

| Pos. | Förare             | Stall                     | Poäng |
| ---- | ------------------ | ------------------------- | ----- |
| 1    | Lewis Hamilton     | Mercedes                  | 284   |
| 2    | Valtteri Bottas    | Mercedes                  | 221   |
| 3    | Max Verstappen     | Red Bull-Honda            | 185   |
| 4    | Charles Leclerc    | Ferrari                   | 182   |
| 5    | Sebastian Vettel   | Ferrari                   | 169   |
| 6    | Pierre Gasly       | Toro Rosso-Honda          | 65    |
| 7    | Carlos Sainz, Jr.  | McLaren-Renault           | 58    |
| 8    | Daniel Ricciardo   | Renault                   | 34    |
| 9    | Alexander Albon    | Red Bull-Honda            | 34    |
| 10   | Daniil Kvyat       | Toro Rosso-Honda          | 33    |
| 11   | Nico Hülkenberg    | Renault                   | 31    |
| 12   | Kimi Räikkönen     | Alfa Romeo Racing-Ferrari | 31    |
| 13   | Sergio Pérez       | Racing Point-BWT Mercedes | 27    |
| 14   | Lando Norris       | McLaren-Renault           | 25    |
| 15   | Lance Stroll       | Racing Point-BWT Mercedes | 19    |
| 16   | Kevin Magnussen    | Haas-Ferrari              | 18    |
| 17   | Romain Grosjean    | Haas-Ferrari              | 8     |
| 18   | Antonio Giovinazzi | Alfa Romeo Racing-Ferrari | 3     |
| 19   | Robert Kubica      | Renault                   | 1     |
| 20   | George Russell     | Toro Rosso-Honda          | 0     |

| Pos. | Stall                     | Poäng |
| ---- | ------------------------- | ----- |
| 1    | Mercedes                  | 505   |
| 2    | Ferrari                   | 351   |
| 3    | Red Bull-Honda            | 266   |
| 4    | McLaren-Renault           | 83    |
| 5    | Renault                   | 65    |
| 6    | Toro Rosso-Honda          | 51    |
| 7    | Racing Point-BWT Mercedes | 46    |
| 8    | Alfa Romeo Racing-Ferrari | 34    |
| 9    | Haas-Ferrari              | 26    |
| 10   | Williams-BWT Mercedes     | 1     |